# Біг-Бенд BBC

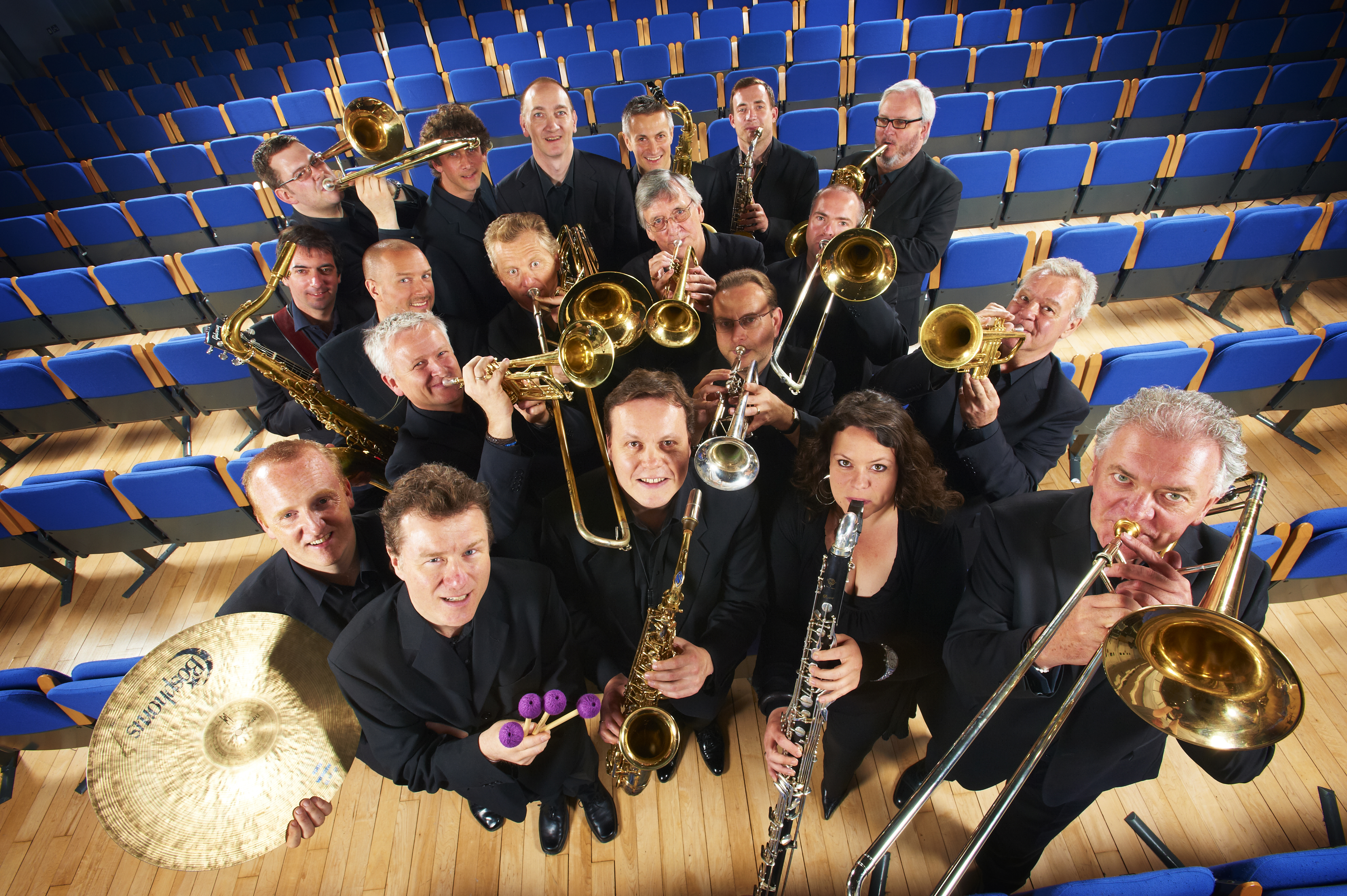
Біг-Бенд BBC у Бірмінгемському Таун-холі, травень 2012 року

Біг-Бенд BBC, також відомий як Біг-Бенд Радіо BBC (англ. BBC Big Band, BBC Radio Big Band) — британський біг-бенд та радіоансамбль у складі британського суспільного мовника BBC з 1964 року.
Колектив здійснює студійні та концертні записи, а також виступає ексклюзивно на BBC Radio, зокрема в програмі "Big Band Special" на музичній радіостанції BBC Radio 2.
Біг-Бенд складається з професійних музикантів та має кількох диригентів, серед яких — аранжувальник і композитор Баррі Форгі, котрий з 1977 року був музичним директором групи, американський джазовий тромбоніст Джиггс Уїґам та запрошені диригенти.

## Історія та діяльність
Витоки Біг-Бенду BBC сягають перших років роботи BBC, коли в 1928 році під керівництвом Джека Пейна був сформований Танцювальний оркестр BBC до того, як у 1932 році перейшов Анрі Холл. У 1950-х роках формат Танцювального оркестру було змінено і модернізовано, і він перетворився на біг-бенд зі струнними, відомий як BBC Showband, під керівництвом Кирила Степлтона. Група, з якою виступали багато британських джазових виконавців, регулярно виступала у програмі BBC Light, а також стала широко працювала на телебаченні, відкриваючи британській публіці молоді таланти та міжнародних зірок, таких як Френк Сінатра та Нет Кінг Коул.
Біг-бенд BBC з'явився в 1964 році, коли існуючий оркестр BBC Variety Orchestra і BBC Revue були об'єднані, для утворення Оркестру Радіо BBC.
Біг-бенд BBC також був доповнений аналогічними ансамблями по всій Великій Британії, включаючи оркестр BBC Northern Dance Orchestra в Манчестері та Оркестр Шотланського радіо BBC в Глазго (який також був відомий як Біг-бенд Шотландського радіо).
З 2007 року Біг-бенд BBC є асоційованим ансамблем Бірмінгемського Таун-Холу, регулярно виступає на концертах і бере участь у громадських та освітніх проектах.
Окрім програми Big Band Special на BBC Radio 2, група тепер часто з'являється у п'ятничних Music Night на BBC Radio 2 та в програмі Jazz Line Up на BBC Radio 3. Також колектив виступає на Променадних концертах BBC (BBC Proms) і досягає аудиторії по всьому світу через BBC World Service, супутникове радіо та Інтернет. 
Біг-бенд BBC був відзначений Британською джазовою премією як кращий біг-бенд у 1992, 1994, 1997, 1999, 2001, 2007, 2013 та 2014 роках.